# مفلتة (طعام)
مفلتة (بالعبرية: מופלטה) هي فطيرة محلاة يهودية مغاربية تُؤكَل في احتفال الميمونة التقليدي بعد عيد الفصح اليهودي.
تُصنع المفلتة من رقيق الكريب ويُصنع الأخير من الماء والدقيق والزيت، ثُمَّ تُفرد العجينة بِرقَّة وتُطهى في مقلاة مدهونة بالزيت حتى يصبح لونها بنيًا مصفرًا وتؤكل عادةً دافئة وتُدهن بالزبدة أو العسل أو القطر أو المربى أو الجوز أو الفستق أو الفواكه المجففة.
يُقدَّم طبق المفلتة في احتفال الميمونة الذي يُقام مباشرةً بعد عيد الفصح في المساء من قبل الجاليات اليهودية في المغرب، ويُقدَّم الطبق في وليمة من الفاكهة والحلويات والمعجنات للجيران والزوار تقليديًا.

## التاريخ
وفقًا لهيلين جوهرة بينير [الإنجليزية]، فإن أقدم ذِكر للمفلتة كان في كتاب الطبيخ الذي أُلِّف قبل سقوط قرطبة سنة 633هـ/1236م، يتضمن الكتاب طبقًا حُلْوًا اسمه موركابا والذي يُطهى فيه الفطائر على جانب واحد فقط وتكديسها في برج صغير، ثم رش كومة من الزبدة المذوبة والعسل.